# 山王ジャンクション
山王ジャンクション（さんのうジャンクション）は、愛知県名古屋市中川区山王にある名古屋高速都心環状線と名古屋高速4号東海線が接続するジャンクションである。

## 概要
都心環状線が時計回り一方通行であるため、4号東海線から来た車は全て新洲崎・錦橋方面へ直通する。

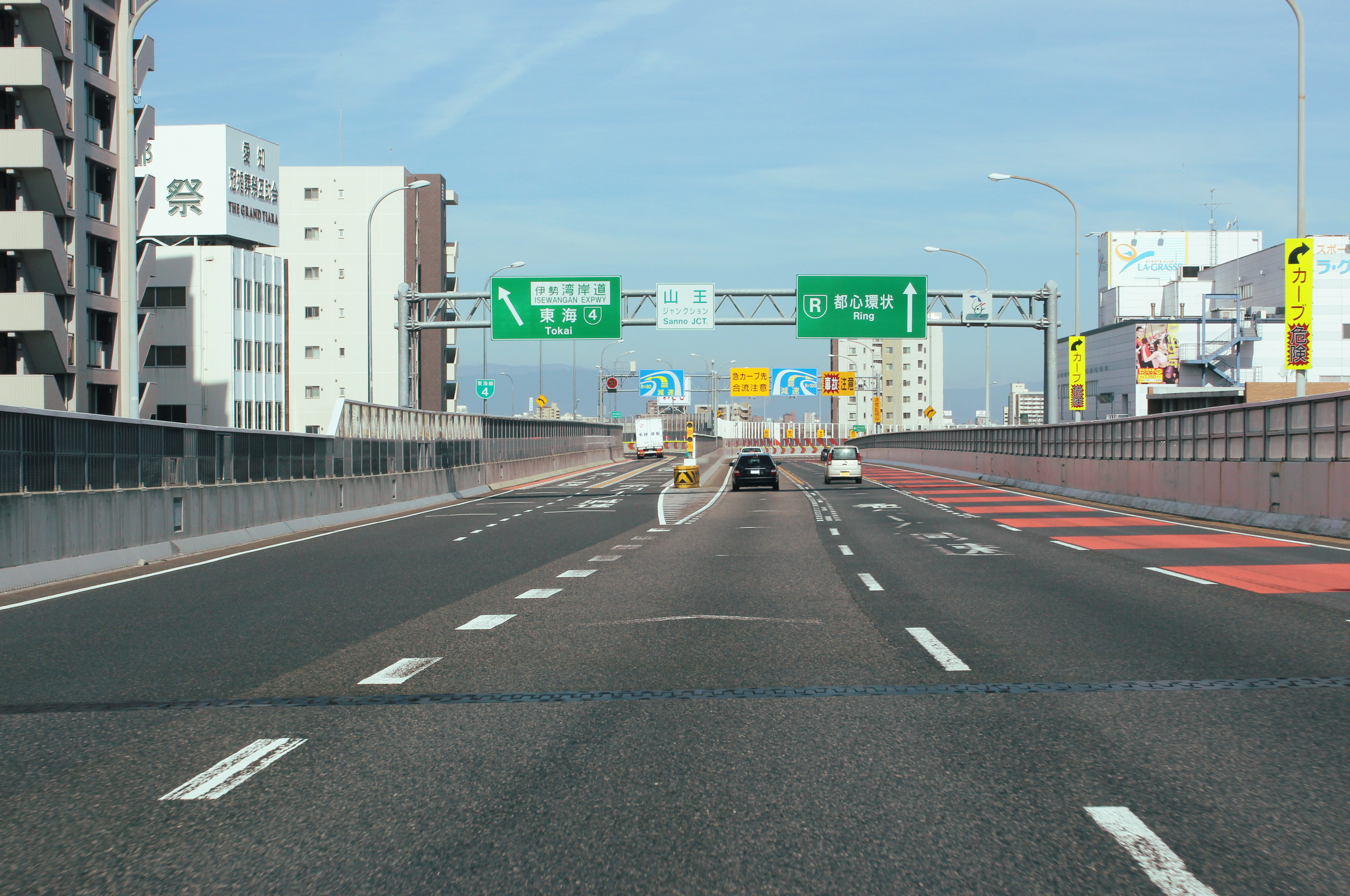
都心環状線側の分岐点。4号東海線の起点ともなっている。
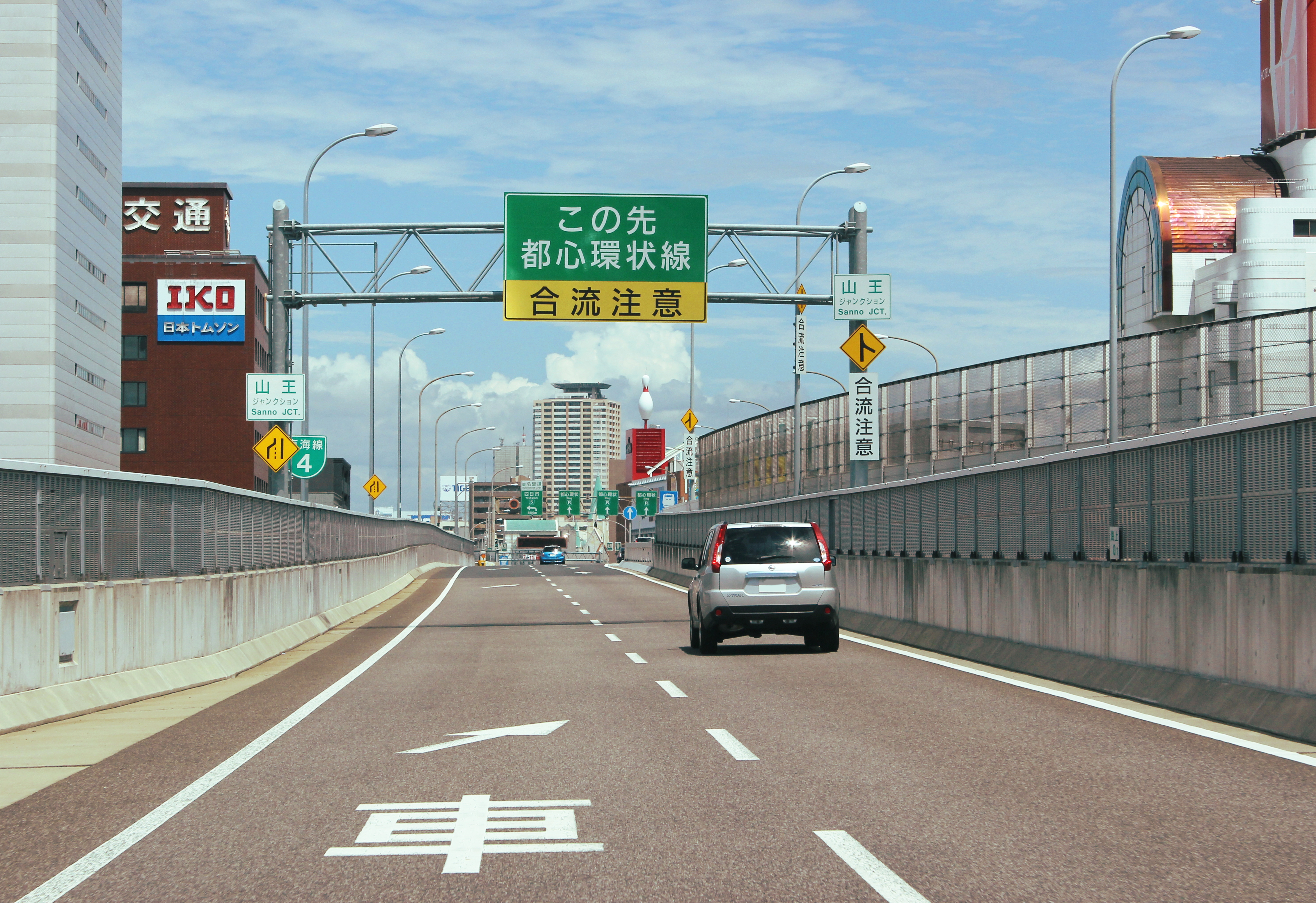
4号東海線側の合流点。都心環状線新洲崎JCT方面へ直進する。

## 路線
- 名古屋高速都心環状線
- 名古屋高速4号東海線

## 歴史
- 1988年（昭和63年）4月26日に都心環状線のカーブとして開通した。山王カーブと呼ばれ、かつてはカーブ部分が2車線に減少するため、慢性的に渋滞が発生していた。そのため、カーブの拡幅工事が行われ、2007年（平成19年）8月6日をもって3車線化された。
- 2010年（平成22年）9月4日に山王JCT-六番北出入口間の開通に伴いジャンクションとして供用開始した。

## 隣
名古屋高速都心環状線
(R04) 東別院入口 - 山王JCT - 新洲崎JCT - (R06) 名駅入口
名古屋高速4号東海線
山王JCT -  (401) 山王入口 - (411) 尾頭橋出口 - (402/412) 六番北出入口